# کاپوتی (فیلم)
کاپوتی (به انگلیسی: Capote) نام فیلمی آمریکایی ساختهٔ سال ۲۰۰۵ میلادی و در ژانر زندگی‌نامه‌ای دربارهٔ ترومن کاپوتی نویسندهٔ آمریکایی به کارگردانی بنت میلر است. داستان به وقایعی که حول محور نوشتن کتاب در کمال خونسردی اتفاق می‌افتند، می‌پردازد. فیلیپ سیمور هافمن برای ایفای نقش اصلی این فیلم، چندین جایزه از جمله جایزه اسکار بهترین بازیگر نقش اول مرد و جایزه گلدن گلوب بهترین بازیگر مرد فیلم درام را برد. فیلم بر اساس کتابی به همین نام اثر جرالد کلارک ساخته شد.

## داستان فیلم
وقایع فیلم در کانزاس، آمریکا و در پانزده سپتامبر ۱۹۵۹ اتفاق می‌افتند. خانوادهٔ چهار نفره «کلاتر»، بی هیچ دلیل و انگیزه‌ای در مزرعه‌شان قتل‌عام می‌شوند. تحقیقات پلیس آغاز می‌شود. ترومن کاپوتیِ نویسنده (هافمن)، پس از خواندن خبر در روزنامه نیویورک تایمز به سردبیر روزنامه ویلیام شاون تلفن می‌کند و می‌گوید که علاقه‌مند است این کشتار را درون‌مایهٔ کتاب بعدی‌اش قرار دهد ـ کتابی غیرداستانی که او انتظار دارد بزرگ‌ترین دستاورد زندگی‌اش باشد. کاپوتی و دوست صمیمی‌اش، نل هارپر لی (نویسندهٔ رمان کشتن مرغ مقلد) (کاترین کینر) به هولکم ـ منطقه‌ای که قتل‌عام در آن اتفاق افتاده ـ سفر می‌کنند و شروع به پرس‌وجو از شاهدان می‌کنند و با سرپرست تحقیقات آلوین دیوئی (کریس کوپر) دوست می‌شوند. در ۳۰ دسامبر، دو مظنون سابقه‌دار پری اسمیت (کالینز جوینر) و دیک هیکاک (پلگرینو)، در لاس‌وگاس دستگیر می‌شوند و پس از مدتی، در ۳۰ مارس ۱۹۶۰ محاکمه و به مرگ محکوم می‌شوند. کاپوتی به‌طور مرتب از این دو اعدامی در زندان دیدار می‌کند و به این بهانه که قصد دارد کمکشان کند و برایشان وکیل استینافی پیدا کند، مشروح‌ترین اطلاعات ممکن را در مورد زندگی این دو محکوم و جنایتشان، از زیر زبانشان بیرون می‌کشد. در پنج سالی که حکم اعدام این دو به تعویق افتاده کاپوتی، گرفتار چنان برزخی می‌شود که نمی‌تواند کتابش را که اسم آن را ̎در کمال خونسردی گذاشته، تمام کند و در افسردگی و اعتیاد به الکل غرق می‌شود. وقتی سرانجام تاریخ اعدام تعیین می‌شود نمی‌تواند خود را راضی کند تا در مراسم شرکت کند و فقط پس از توصیه‌های اکید هارپر لی است که چنین می‌کند. نوشته‌ای در پایان فیلم متذکر می‌شود که ̎کاپوتی هیچ‌گاه نتوانست کتاب دیگری را به پایان برساند.

## بازیگران
- فیلیپ سیمور هافمن در نقش ترومن کاپوتی
- کاترین کینر در نقش هارپر لی
- کریس کوپر در نقش الوین دووی
- باب بالابان در نقش ویلیام شاون
- ایمی رایان در نقش مری دووی
- مارک پلگرینو در نقش ریچارد «دیک» هیکاک
- کلیفتون کالینز جونیور در نقش پری اسمیت
- بروس گرینوود در نقش جک دانفی

## افتتاحیه
فیلم در تاریخ ۳۰ سپتامبر ۲۰۰۵، در سالروز تولد ۸۱ سالگی ترومن کاپوتی افتتاح شد.

## تولید
فیلم در ۳۶ روز فیلمبرداری شده‌است.

## نقش‌ها
فیلیپ سیمور هافمن برای ایفای نقش در این فیلم ۴۰ پوند از وزن خود کم کرد.
همچنین بازیگران فیلم شامل دو برنده جایزه اسکار هستند، یعنی: فیلیپ سیمور هافمن و کریس کوپر و همچنین سه نامزد جایزه اسکار: کاترین کینر، ایمی رایان و باب بالابان

## جایزه‌ها

### جایزه‌های بازیگری فیلیپ سیمور هافمن
- جایزه اسکار بهترین بازیگر نقش اول مرد
- جایزه گلدن گلوب بهترین بازیگر مرد فیلم درام
- جایزه گلدن گلوب بهترین بازیگر مرد فیلم درام
- جایزه انجمن بازیگران فیلم برای بهترین بازیگر مرد نقش اصلی
- جایزه ستلایت برای بهترین بازیگر مرد - فیلم درام

## نامزدی‌ها
- هفتاد و هشتمین دوره جوایز اسکار
  - بهترین فیلم
  - بهترین کارگردان - بنت میلر
  - بهترین بازیگر مرد - فیلیپ سیمور هافمن (برنده)
  - بهترین بازیگر زن نقش مکمل - کاترین کینر
  - بهترین فیلمنامه اقتباسی - دن فوترمن

## دوبله
فیلم کاپوتی در ایران توسط شبکهٔ چهار سیما دوبله شده‌است. جلال مقامی مدیر دوبلاژ و گویندهٔ فیلیپ سیمور هافمن بوده و الیزا اورامی به جای هارپر لی و مینا نخعی به جای لورا کینی صداپیشگی کرده‌اند. از دیگر دوبلوران این فیلم می‌توان به شهروز ملک آرایی، پرویز ربیعی و امیر حکیمی نیز اشاره کرد.